# Гойданка
Го́йданка — кашоподібна борошняна страва, що готується з кукурудзяного борошна. Є традиційною для старовинної української кухні. Нині майже повністю вийшла з ужитку, залишається відомою в Закарпатті та Львівщині.

## Походження
Назва походить від засобу приготування: молоко (або воду) розколочують (гойдають) негайно на відміну від лемішки. Поширення набула з часів Богдана Хмельницького. До XX ст. була поширення в Закарпатті, Західній та Правобережній Україні.

## Приготування
Необхідно 100 г кукурудзяного борошна, 0,5 л молока, сіль. У гаряче молоко або воду додати кукурудзяне борошно і негайно добре збити (гойдати), щоб маса була пишною і гладкою. Після цього масу ставлять на вогонь і проварюють як лемішку.
Відома весняна гойданка. Промити борошно, залити водою на половину об'єму крупи і варити на повільному вогні, постійно помішуючи. Коли закипить, додати води стільки, щоб її стало вдвічі більше, ніж крупи, і знову варити до закипання, «гойдаючи». Каша на повільному вогні має варитися до забирання води (10 хв), а після цього в неї додають 250 г молока і знову варять, «гойдаючи» (ще 15 хвилин). Насамкінець посолити і поперчити за смаком і додати 150 г вершкового масла. Дати 10 хвилин настоятися. Подавати страву із рибною (або м'ясною) поливкою (соусом).
Для приготування поливки беруть білі гриби (або печериці). Взяти 400 г печериць потрібно помити і порізати на пластинки. На соняшниковій олії підсмажити їх разом з подрібненою великою цибулиною. Окремо на пательні 2 столові ложки борошна підсушити до золотавого кольору, почекати, коли прохолоне, — і розвести його 400 мл води. Додати до грибів, приперчити сумішшю перців (паприка, духмяний, чорний перець), посолити за смаком, присмачити лавровим листом і насамкінець додати 150 г сметани та столову ложку вершкового масла. Поливка повинна помліти на повільному вогні 10 хвилин. Насамкінець до неї додати зелень, 2 зубчики подрібненого часнику.